# Ainong
Ainong (kinesiska: 爱农, 爱农乡) är en socken i Kina. Den ligger i provinsen Heilongjiang, i den nordöstra delen av landet, omkring 190 kilometer norr om provinshuvudstaden Harbin. Antalet invånare är 28 606. Befolkningen består av 14 196 kvinnor och 14 410 män. Barn under 15 år utgör 13,0 %, vuxna 15-64 år 80 %, och äldre över 65 år 6,0 %.
Runt Ainong är det ganska tätbefolkat, med 120 invånare per kvadratkilometer. Ainong är det största samhället i trakten. Trakten runt Ainong består till största delen av jordbruksmark.
Genomsnittlig årsnederbörd är 857 millimeter. Den regnigaste månaden är juli, med i genomsnitt 268 mm nederbörd, och den torraste är januari, med 6 mm nederbörd.